# Publio Estertinio Cuarto
Publio Estertinio Cuarto (en latín: Publius Stertinius Quartus) fue un senador romano que vivió entre el último cuarto del siglo I y el primer cuarto del siglo II, y desarrolló su cursus honorum bajo los imperios de Domiciano, Nerva, Trajano y Adriano.

## Orígenes familiares
Era hijo de Lucio Estertinio Avito, consul suffectus en el año 92, bajo Domiciano y hermano mayor de Lucio Estertinio Nórico, consul suffectus en el año 113, bajo Trajano. 

## Carrera política
Su primer cargo conocido fue el procónsul de alguna de las provincias de rango pretorio dependientes del Senado, ya que en el año 109 recibió un rescripto del emperador Trajano. Más tarde, fue consul suffectus entre junio y septiembre del año 112 junto con Tito Julio Máximo Manliano Broco Serviliano, también bajo Trajano.
Su carrera culminó como procónsul de la provincia romana de Asia entre 126 y 127, bajo Adriano.
En Roma, gracias a una inscripción, sabemos que era devoto de Júpiter Hamón, el Júpiter Amón de Egipto, y de Silvano. También sabemos que poseía una finca en Tusculum, cerca de Roma, ya que conocemos el epitafio de uno de sus esclavos.